# خوسيه فيليز
خوسيه فيليز (بالإسبانية: José Vélez)‏ هو مغني إسباني، ولد في 15 نوفمبر 1951 في تيلدي في إسبانيا.

## وصلات خارجية
- خوسيه فيليز على موقع IMDb (الإنجليزية)
- خوسيه فيليز على موقع ميوزك برينز (الإنجليزية)
- خوسيه فيليز على موقع أول ميوزيك (الإنجليزية)
- خوسيه فيليز على موقع ديسكوغز (الإنجليزية)